# پادشکنندگی

کتاب پادشکننده نسیم طالب

پادشکنندگی (به انگلیسی: Antifragility) یک ویژگی در سامانه ها است که اگر در معرض تنش و ضربه یا هر نوع ناملایمت قرار بگیرد، به موقعیتی بهتر از قبل خواهد رفت و در برابر آن عامل، مقاوم‌تر خواهد شد. مفهوم پادشکنندگی فراتر از قابلیت ارتجاع و استحکام ساختاری است چرا که سامانه را در موقعیت بهتری از وضعیت پیشین قرار می‌دهد. این مفهوم ابتدا توسط نسیم نقولا طالب ارائه شده است.